# 1914年のスポーツ

## アイスホッケー
- スタンレー・カップ
3月：優勝：トロント・ブルーシャツ (NHA)、準優勝：モントリオール・カナディアンズ (NHA)
3月：トロント・ブルーシャツ (NHA) （3勝0敗） ヴィクトリア・アリストクラッツ (PCHA)

## 大相撲
優勝掲額者
- 春（1月10日初日）:東横綱 太刀山峰右エ門（10戦全勝）
- 夏（5月30日初日）:東前頭14枚目 両國勇治郎（9勝1休）

優勝旗手
- 春:西前頭18枚目 宇都宮新七郎（8勝2敗）
- 夏:東前頭14枚目 両國勇治郎（9勝1休）

## ゴルフ

### 世界4大大会（男子）
- 全米オープン優勝者：ウォルター・ヘーゲン（アメリカ）
- 全英オープン優勝者：ハリー・バードン（ジャージー島）

## 自転車競技

### ロードレース
- 第6回ジロ・デ・イタリア
総合優勝：アルフォンソ・カルツォラーリ（イタリア）
- 第12回ツール・ド・フランス
総合優勝：フィリップ・ティス（ベルギー）

## テニス

### グランドスラム
- 全豪選手権　男子単優勝：アーサー・オハラウッド（オーストラリア）
- 全仏選手権　男子単優勝：マックス・デキュジス（フランス）、女子単優勝：マルグリット・ブロクディス（フランス）
- ウィンブルドン　男子単優勝：ノーマン・ブルックス（オーストラリア）、女子単優勝：ドロテア・ダグラス・チェンバース（イギリス）
- 全米選手権　男子単優勝：リチャード・ウィリアムズ（アメリカ）、女子単優勝：メアリー・ブラウン（アメリカ）

## 野球

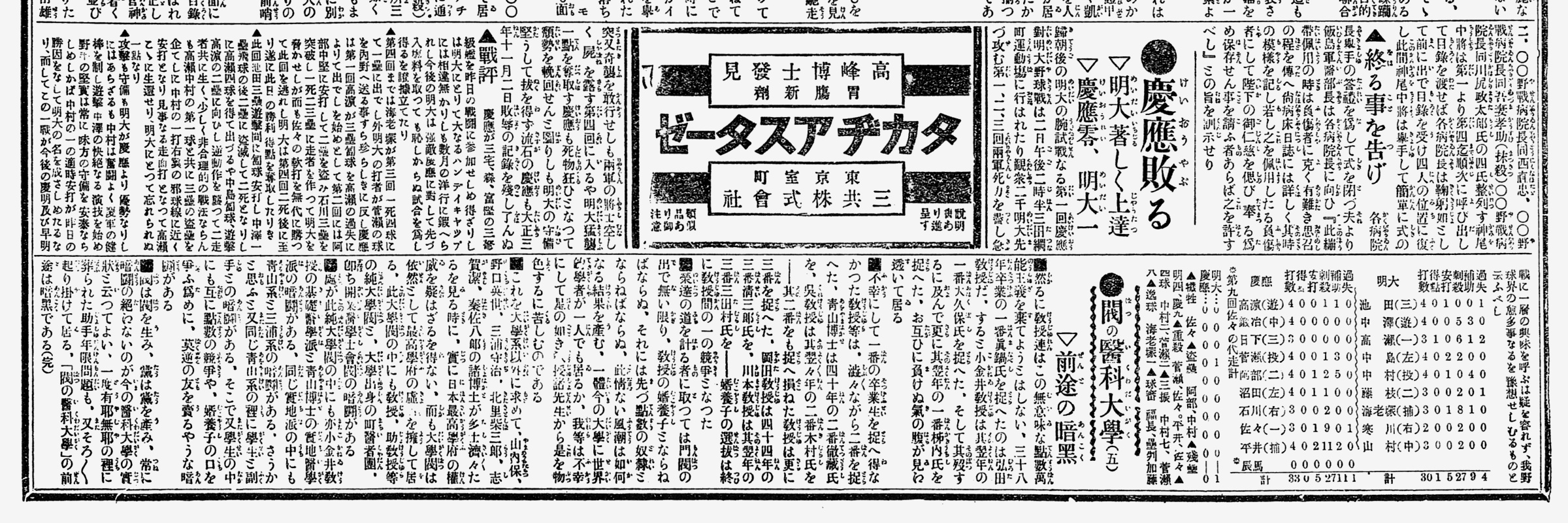
三大学リーグ開幕（『東京朝日新聞』 1914年11月3日付5面）

### 日本
- 10月29日 - 早稲田大学、慶應義塾大学、明治大学で初めて三大学リーグを組織（11月2日開幕）。

### アメリカ大リーグ
- フェデラル・リーグが発足
フェデラル・リーグ優勝：インディアナポリス・フージャーズ
- ワールドシリーズ
ボストン・ブレーブス（ナ・リーグ） （4勝0敗） フィラデルフィア・アスレチックス（ア・リーグ）

## 誕生
- 3月10日 - チャンドラー・ハーパー（英語版）（アメリカ、ゴルフ、+2004年）
- 4月7日 - 坪内道則（大阪府、野球、+1997年）
- 4月14日 - 吉田正男（愛知県、野球、+1996年）
- 5月4日 - 前田山英五郎（愛媛県、相撲、+1971年）
- 5月13日 - ジョー・ルイス（アメリカ、ボクシング、+1981年）
- 5月18日 - マルセル・ベルナール（フランス、テニス、+1994年）
- 5月20日 - 前畑秀子（和歌山県、水泳、+1995年）
- 5月30日 - 安藝ノ海節男（広島県、相撲、+1979年）
- 7月1日 - クリストル・クランツ（ドイツ語版）（ドイツ、アルペンスキー、+2002年）
- 7月18日 - ジーノ・バルタリ（イタリア、自転車競技、+2000年）
- 7月18日 - マック・ロビンソン（アメリカ、陸上競技、+2000年）
- 7月30日 - 第3代キラニン男爵マイケル・モリス（アイルランド、IOC会長、+1999年）
- 7月31日 - 長岡三重子（山口県、水泳、+2021年）
- 8月2日 - 大江季雄（京都府、陸上競技、+1941年）
- 8月20日 - 藤田宗一（大阪府、野球、+1980年）
- 9月9日 - 今西寿雄（奈良県、登山家、+1995年）
- 9月26日 - 河津憲太郎（広島県、水泳、+1970年）
- 9月27日 - 名寄岩静男（北海道、相撲、+1971年）
- 10月4日 - エディ・タウンゼント（アメリカ、ボクシング、+1988年）
- 10月5日 - ジャック・メディカ（アメリカ、水泳、+1985年）
- 10月6日 - トール・ヘイエルダール（ノルウェー、探検家、+2002年）
- 10月7日 - ピストン堀口（栃木県、ボクシング、+1950年）
- 11月2日 - ジョニー・ヴァンダーミーア（アメリカ、野球、+1997年）
- 11月10日 - エトムント・コーネン（ドイツ、サッカー、+1990年）
- 11月18日 - 羽黒山政司（新潟県、相撲、+1969年）
- 11月22日 - 戸田藤一郎（兵庫県、ゴルフ、+1984年）
- 11月25日 - ジョー・ディマジオ（アメリカ、野球、+1999年）
- 12月19日 - 楠本保（兵庫県、野球、+1943年）

## 死去
- 4月1日 - ルーブ・ワッデル（アメリカ、野球、*1876年）
- 9月29日 - ジャン・ブワン（フランス、陸上競技、*1888年）
- 10月22日 - 初代小錦八十吉（千葉県、相撲、*1866年）